# Gabrielle Walcott
Gabrielle Walcott (sinh năm 1984) là một hoa hậu đến từ Trinidad và Tobago. Cô đoạt danh hiệu Hoa hậu Thế giới Trinidad và Tobago 2008 và đồng thời là á hậu 2 Hoa hậu Thế giới 2008.

## Hoa hậu Thế giới 2008
Gabrielle Walcott trở thành một trong 15 thí sinh lọt vào bán kết của cuộc thi Hoa hậu Thế giới 2008 khi cô giành giải thưởng Hoa hậu Nhân ái vì những công tác từ thiện cô đã tham gia tại Trinidad và Tobago nhằm giúp đỡ cộng đồng. Cô tiếp tục lọt vào top 5 người đẹp nhất và đoạt ngôi Hoa hậu Thế giới Caribbean 2008 rồi đoạt ngôi á hậu 2 của chung cuộc. Cô cũng được Globalbeauties bình chọn vào top 20 người đẹp nhất năm 2008.